# قامیشله (ذوالفقار سقز)
قامیشله (به کردی: قامیشەڵە، Qamîşelle) روستایی از توابع بخش سرشیو شهرستان سقز است که در استان کردستان ایران قرار دارد.

## جمعیت
این روستا در دهستان ذوالفقار واقع شده و براساس سرشماری سال ۱۳۸۵، جمعیت آن ۲۰ نفر (۷ خانوار) بوده است.

## زبان
تقریباً همه مردم این روستا به زبان کوردی میانه سخن می‌گویند